# Forte Michelangelo

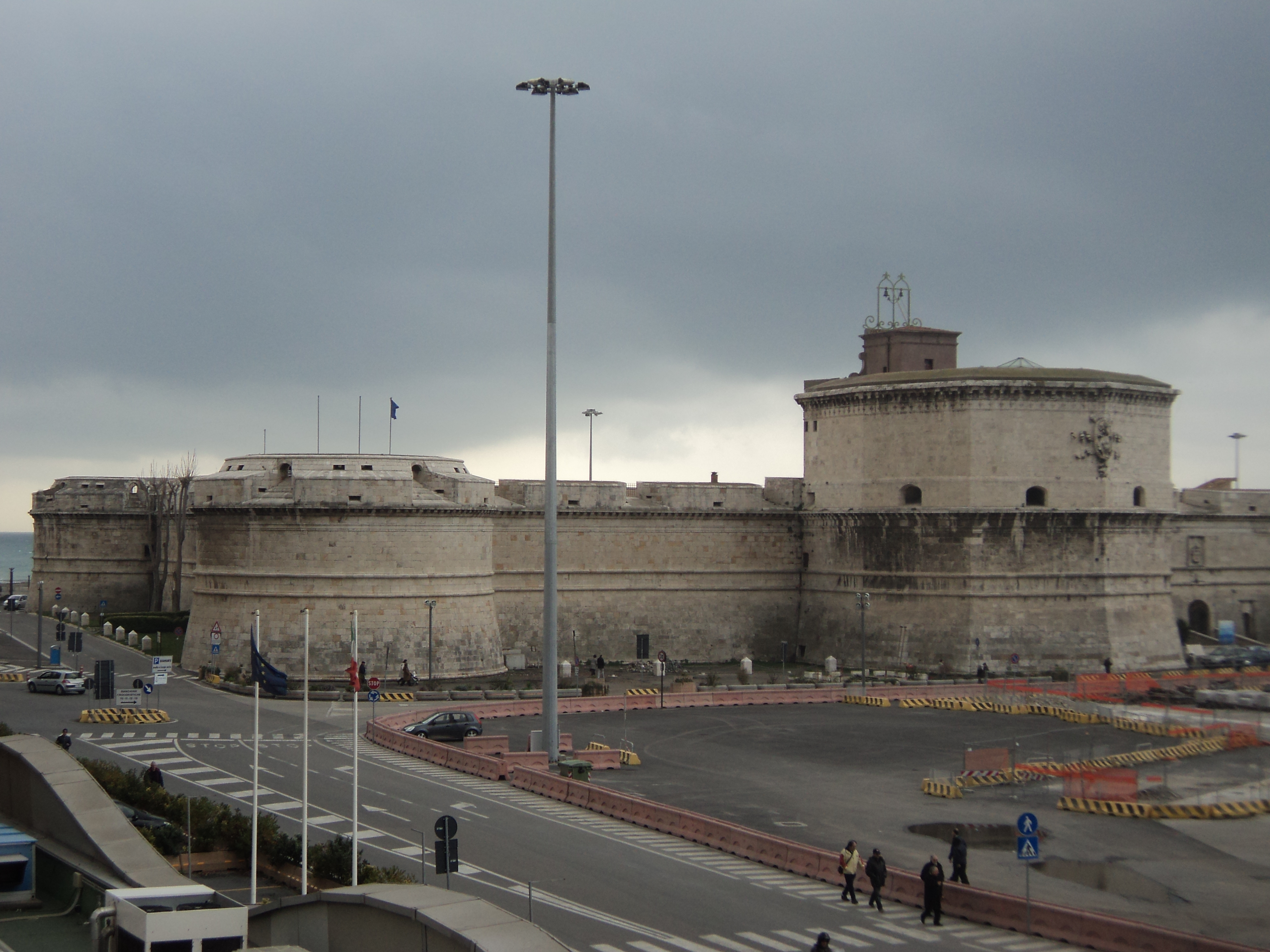
Forte Michelangelo, 2012

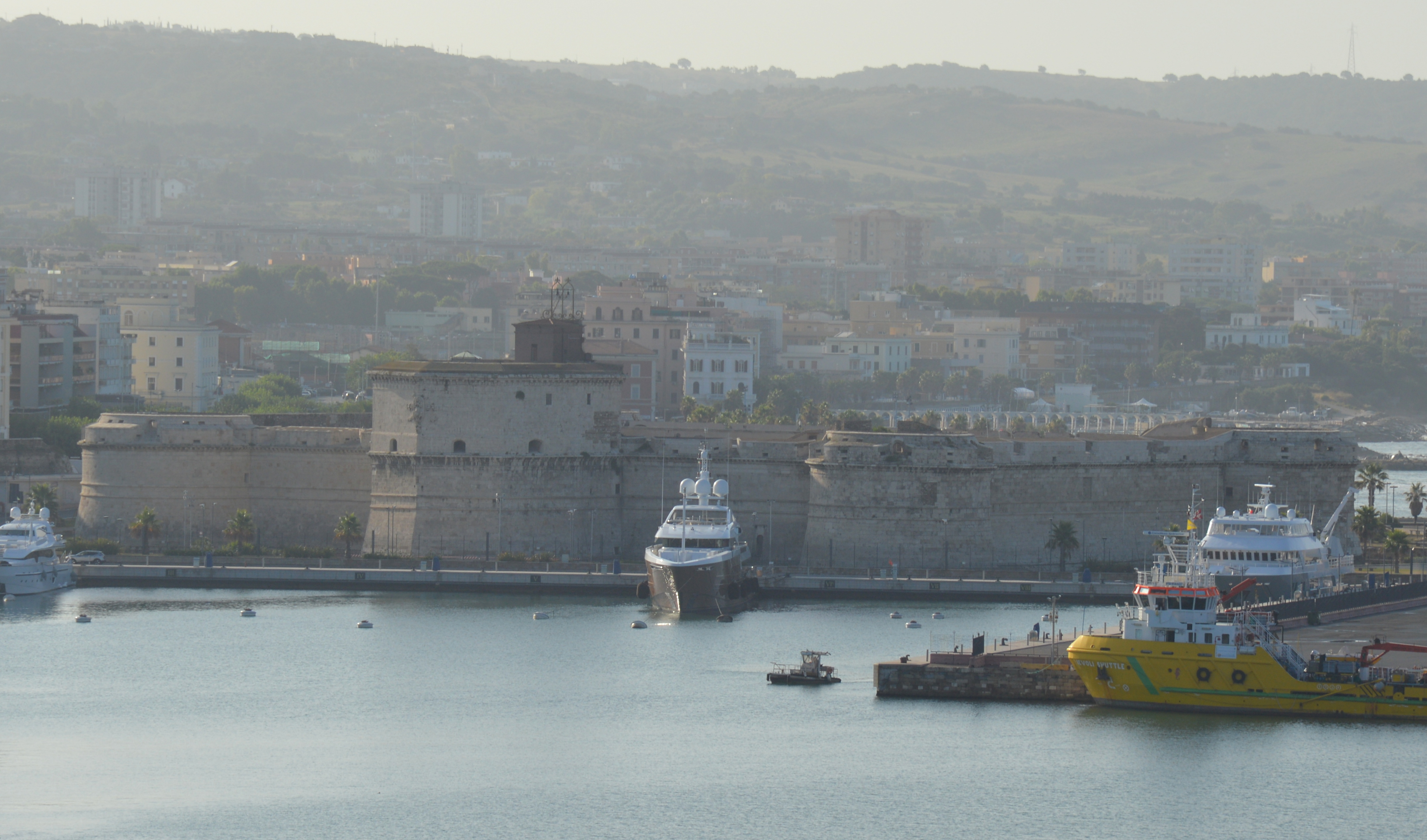
Blick vom Hafen aus nordwestlicher Richtung, 2018

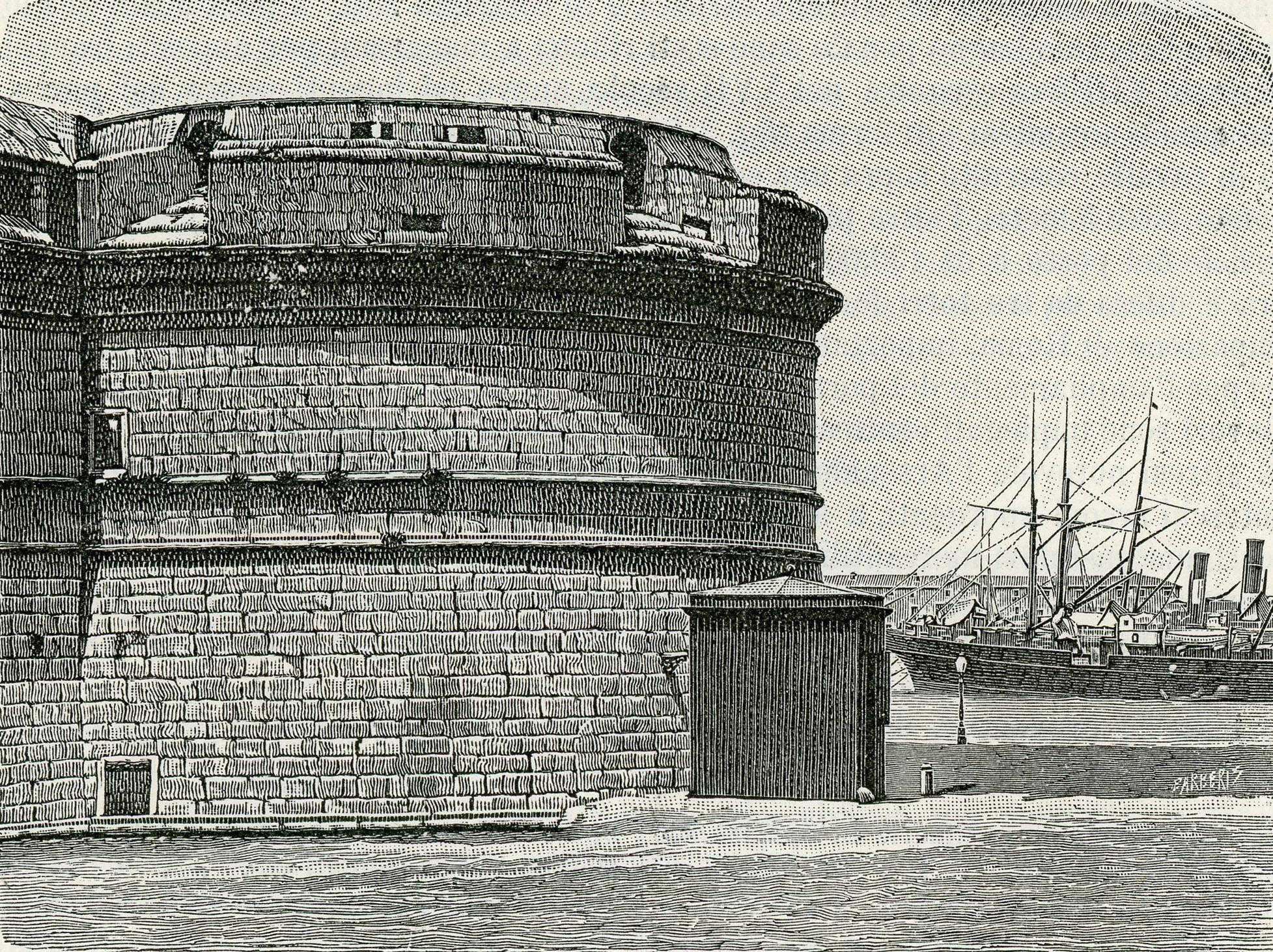
Zeichnung von 1894

Das Forte Michelangelo ist eine Festung in der italienischen Stadt Civitavecchia.

## Lage
Sie befindet sich westlich der Innenstadt am südlichen Ende des Hafens von Civitavecchia an der Küste des Tyrrhenischen Meeres.

## Architektur und Geschichte
Die dem Schutz des Hafens dienende Festung entstand in der Renaissance ab dem Jahr 1508 auf Veranlassung des Papstes Julius II. zunächst durch den Baumeister Donato Bramante. Hintergrund waren gehäufte Piratenüberfälle. Julius II legte am 14. Dezember 1508 selbst den Grundstein. Am Ostturm der Festung markiert ein eine Eiche zeigendes Wappen die Stelle der Grundsteinlegung. An der Stelle der Festung befand sich in römischer Zeit ein großes Gebäude. Die Arbeiten wurden von den Schülern Bramantes Giuliano Leno und Antonio da Sangallo der Jüngere fortgeführt. Die Fertigstellung der Festung selbst erfolgte 1535. Der Grundriss ist rechteckig mit Seitenlängen von 100 mal 82 Metern, wobei sich an den Ecken jeweils kreisrunde Türme befinden. Sie tragen die Namen San Paolo (Südosten), San Pietro (Südwesten), San Romolo (Nordwesten) und San Giulio (Nordosten). Ein die Nordflanke beherrschender Turm ist auf achteckigem Grundriss angelegt. Er entstand dann bis 1537. Mit seiner Fertigstellung soll Michelangelo beauftragt worden sein, woraus sich der Name der Festung ergibt. Westlich des Nordturms befindet sich noch ein Rest der Einrichtung, mit der die dort ursprünglich befindliche Zugbrücke gezogen werden konnte. Außen ist die Festung mit Travertinblöcken verkleidet. Von der Festung soll ein unterirdischer Gang in Richtung Stadt geführt haben. Die Festung verfügt über eine der Heiligen Fermina, der Schutzpatronin der Stadt, geweihten Kapelle. Die Heilige soll an dieser Stelle in einer Höhle Zuflucht gefunden haben.
Die Festung war mehrfach in Kampfhandlungen verwickelt. Während des Zweiten Weltkriegs erlitt sie bei Luftangriffen schwere Schäden, wurde jedoch später restauriert. Anfang des 21. Jahrhunderts erfolgte eine weitere Sanierung und Neuordnung und Aufwertung der unmittelbaren Umgebung. Derzeit wird sie als Sitz der Hafenbehörde genutzt.